# Объединённая церковь в Замбии
Объединенная церковь в Замбии (англ. United Church in Zambia) — крупнейшая протестантская церковь в Замбии, охватывающая все десять провинций страны. Церковь была образована 16 января 1965 года в результате объединения Церкви Центральной Африки, Церкви Родезии (миссия Церкви Шотландии), Объединенной церкви Коппербелта (англ. Union Church of Copperbelt), Свободной церкви Совета Коппербелта (англ. Copperbelt Free Church Council), Церкви Баротселенда (англ. Church of Barotseland) и Методистской церкви.
Объединенная церковь Замбии имеет партнерские отношения с Объёдиненной церковью Канады. Церковь имеет собственные теологические колледжи в Замбии. 
Объединенная церковь в Замбии насчитывает 3 000 000 членов в 1 060 общинах. Церковь имеет пресвитерианское церковное управление с 10 пресвитериями и Синодом, является членом Всемирного сообщества реформатских церквей и Всемирного методистского совета. Были установлены тесные контакты с Церковью Шотландии и Пресвитерианской церковью США. 